# Bourne End, Hertfordshire
Bourne End är en ort i Storbritannien.   Den ligger i grevskapet Hertfordshire och riksdelen England, i den södra delen av landet, 40 km nordväst om huvudstaden London. Bourne End ligger 93 meter över havet och antalet invånare är 379.
Terrängen runt Bourne End är huvudsakligen platt. Bourne End ligger nere i en dal. Runt Bourne End är det mycket tätbefolkat, med 1 573 invånare per kvadratkilometer. Närmaste större samhälle är Luton, 16,5 km norr om Bourne End. Trakten runt Bourne End består till största delen av jordbruksmark.